# TOI-125
TOI-125とは、360光年離れた位置に存在するスペクトル分類がK0Vの恒星である。TOI-125は太陽質量の87%、太陽半径の85%である。確認された惑星が3個、候補が2個の合計5個の太陽系外惑星が発見されている。
| 太陽 | TOI-125   |
| ---- | --------- |
| 太陽 | Exoplanet |

## 惑星系
| 名称 （恒星に近い順） | 質量               | 軌道長半径 （天文単位）  | 公転周期 (日)            | 軌道離心率         | 軌道傾斜角        | 半径              |
| --------------------- | ------------------ | ------------------------ | ------------------------ | ------------------ | ----------------- | ----------------- |
| .04 (候補)            | —                  | —                        | 0.528                    | —                  | —                 | 0.125 RJ          |
| b                     | 0.0299±0.00277 MJ  | 0.05186+0.00086 −0.00077 | 4.65382+0.00033 −0.00031 | 0.194+0.041 −0.036 | 88.92+0.7 −0.6°   | 0.2432±0.00669 RJ |
| c                     | 0.02086±0.00311 MJ | 0.0814±0.0013            | 9.15059+0.0007 −0.00082  | 0.066+0.07 −0.047  | 88.54+0.41 −0.19° | 0.24614±0.009 RJ  |
| .05 (候補)            | —                  | —                        | 13.28                    | —                  | —                 | —                 |
| d                     | 0.0428±0.0038 MJ   | 0.137±0.0022             | 19.98+0.005 −0.0056      | 0.168+0.088 −0.062 | 88.795+0.18 −0.1° | 0.2614±0.0152 RJ  |

恒星「TIC 52368076」において、TESSによる観測データの分析による光度変化が発見され、「TOI-125」という名称が与えられた。
TOI-125には、TESSがトランジット法を使用して5つの太陽系外惑星が存在する可能性が示されている。しかし、現時点で存在が確認されている惑星はTOI-125 b、TOI-125 c、TOI-125 dの3つのみである。
5つの太陽系外惑星候補のうち、2019年にb（.01）、c（.02）の存在が追加観測により確認された。そして、2020年にd（.03）の存在が確認された。これら3つの惑星はすべて海王星型惑星（ミニ・ネプチューン）とされている。
まだ確認されていない2つの候補（.04、.05）については、トランジットが不明瞭なため、追加の観測が必要である。.04は半径が地球の1.4倍程度で、公転周期が1日以下の極超短周期惑星である。.05の大きさは不明であるが、小さな惑星であると推測されている。